# 岩手県の県道一覧
岩手県の県道一覧（いわてけんのけんどういちらん）は、岩手県を通る県道の一覧である。

## 主要地方道
- 1 盛岡横手線（盛岡市西バイパス北口十字路 - 雫石町雫石バイパス東口十字路間は国道46号と重複。秋田県と共通だが、秋田県側は国道107号と重複。盛岡市稲荷町交差点 - 西バイパス北口十字路間・雫石バイパス東口十字路 - 雫石町下町東三差路間は旧国道46号）
- 2 盛岡停車場線（旧国道4号）
- 3 一関停車場線
- 4 釜石港線（旧国道45号）
- 5 一戸山形線
- 6 二戸五日市線（旧・二戸安代線）
- 7 久慈岩泉線
- 8 水沢米里線（旧・水沢人首住田線）
- 9 大船渡綾里三陸線（旧国道45号）
- 10 江刺室根線
- 11 八戸大野線（青森県と共通、青森県八戸市内に一方通行区間あり）
- 12 花巻大曲線（秋田県と共通。通称「銀河なめとこライン」・秋田県境部不通。花巻市 - 西和賀町間に冬期閉鎖区間あり）
- 13 盛岡和賀線
- 14 一関北上線
- 15 一戸葛巻線
- 16 盛岡環状線
- 17 岩手平舘線（岩手町中心部区間は旧国道4号および旧国道281号）
- 18 本吉室根線（宮城県と共通）
- 19 一関大東線
- 20 軽米種市線
- 21 花泉藤沢線
- 22 軽米九戸線
- 23 大更八幡平線（秋田県と共通。通称「八幡平アスピーテライン」、以前は有料道路。旧・西根八幡平線。岩手・秋田県境部冬期閉鎖）
- 24 二戸九戸線
- 25 紫波江繋線（旧・紫波川井線。冬期閉鎖区間・夏期マイカー規制区間あり）
- 26 大槌小国線（旧・大槌川井線。大型車通行困難区間あり）
- 27 江刺東和線
- 28 花巻北上線
- 29 野田山形線（冬期閉鎖区間・大型車通行困難区間あり）
- 30 葛巻日影線（旧・葛巻安代線、黒森峠不通。冬期閉鎖区間あり）
- 31 平泉厳美渓線
- 32 二戸田子線（青森県と共通）
- 33 軽米名川線（青森県と共通）
- 34 気仙沼陸前高田線（宮城県と共通）
- 35 釜石遠野線
- 36 上米内湯沢線（盛岡南インター道路。旧・盛岡大迫線&西安庭津志田線）
- 37 花巻平泉線（岩手県道最長路線。2014年（平成26年）4月1日に花巻衣川線から変更[1]）
- 38 大船渡広田陸前高田線（旧・大船渡陸前高田線。旧国道45号）
- 39 北上東和線
- 40 宮古岩泉線（大型車通行困難区間あり。起点 - 宮古駅入口間は旧国道106号）
- 41 重茂半島線（大型車通行困難区間あり）
- 42 戸呂町軽米線
- 43 盛岡大迫東和線（冬期閉鎖区間あり。旧・盛岡大迫線）
- 44 岩泉平井賀普代線（通称「陸中海岸シーサイドライン」）
- 45 柏台松尾線（松尾八幡平インター道路）
- 46 紫波インター線
- 47 北上西インター線
- 48 弥栄金成線（宮城県と共通）
- 49 栗駒平泉線（宮城県と共通、2014年（平成26年）4月1日に栗駒衣川線から変更[1]｡奥州市衣川区 - 平泉町間は県道37号と重複）
- 50 北上金ケ崎インター線

## 一般県道

### 101 - 200
- 101 小鳥谷停車場線（旧国道4号）
- 102 石鳥谷大迫線
- 103 花巻和賀線
- 104 沖田渋民線
- 105 猿沢東山線
- 106 前沢東山線
- 107 矢越停車場線
- 108 江刺金ケ崎線
- 109 石鳥谷花巻温泉線
- 110 （欠番。2023年（令和5年）3月31日までは平泉停車場中尊寺線[2]）
- 111 日詰停車場線
- 112 北上停車場線
- 113 水沢停車場線
- 114 二戸停車場線（旧・二戸安代線）
- 115 茂市停車場線（旧国道340号）
- 116 （欠番。2015年（平成27年）3月31日までは花巻停車場線）
- 117 石鳥谷停車場線
- 118 ほっとゆだ停車場線（旧・陸中川尻停車場線）
- 119 仙北町停車場線
- 120 不動盛岡線（盛岡市津志田西二丁目 - 明治橋南十字路間は国道46号・県道36号上米内湯沢線・国道4号・県道16号盛岡環状線とそれぞれ重複）
- 121 遠野停車場線
- 122 夏油温泉江釣子線（冬期閉鎖区間あり）
- 123 （欠番。2015年（平成27年）3月31日までは花巻温泉郷線）
- 124 久慈停車場線
- 125 陸中夏井停車場線
- 126 田山停車場線
- 127 荒屋新町停車場線
- 128 厨川停車場線
- 129 好摩停車場線（好摩口丁字路から渋民バイパス北口丁字路までの区間は旧国道4号。好摩口丁字路から好摩夏間木＜好摩駅西口付近＞までは県道301号渋民田頭線と重複）
- 130 大釜停車場線（旧・盛岡環状線）
- 131 小岩井停車場線
- 132 上盛岡停車場線
- 133 ゆだ錦秋湖停車場線（旧・陸中大石停車場線）
- 134 山目停車場線
- 135 摺沢停車場線
- 136 折壁停車場線
- 137 金ケ崎停車場線
- 138 宮古停車場線
- 139 陸中中野停車場線
- 140 新月停車場線
- 141 （欠番。2022年（令和4年）3月31日までは陸前高田停車場線[3]（旧国道45号））
- 142 川内停車場線
- 143 陸中川井停車場線
- 144 六原停車場線
- 145 大槌停車場線
- 146 鵜住居停車場線
- 147 陸中山田停車場線
- 148 和賀仙人停車場線
- 149 侍浜停車場線
- 150 種市停車場線
- 151 村崎野停車場線
- 152 古舘停車場線
- 153 侍浜停車場阿子木線（旧・侍浜停車場二ツ屋線）
- 154 江釣子停車場線
- 155 （欠番。かつての藤沢大籠線。道路改良に伴い295号へ改番）
- 156 岩明岩谷堂線
- 157 岩手川口停車場線（旧国道4号）
- 158 藪川川口線（大型車通行困難区間あり）
- 159 久田笹長根線
- 160 土淵達曽部線
- 161 達曽部下宮守線
- 162 紫波雫石線（紫波・雫石両町境界部不通。冬期閉鎖区間あり）
- 163 津軽石停車場線
- 164 明戸八木線
- 165 （欠番。2016年（平成28年）3月31日までは岩崎藤根線。県道302号前沢北上線認定と引き換えに廃止）
- 166 （欠番。2016年（平成28年）3月31日までは藤根停車場線。県道302号前沢北上線認定と引き換えに廃止）
- 167 釜石住田線（冬期閉鎖区間あり）
- 168 薄衣舞川線（大型車通行困難区間あり）
- 169 渋民川又線
- 170 松草停車場線（旧国道106号）
- 171 大川松草線（冬期閉鎖区間あり）
- 172 盛岡鶯宿温泉線
- 173 田野畑岩泉線（旧・姫松岩泉線）
- 174 小友米里線（冬期閉鎖区間あり）
- 175 陸中折居停車場線
- 176 （欠番。2016年（平成28年）3月31日までは供養塚折居線。県道302号前沢北上線認定と引き換えに廃止）
- 177 有芸田老線（大型車通行困難区間あり）
- 178 下宮守田瀬線
- 179 玉里梁川線
- 180 上有住日頃市線（冬期閉鎖区間あり）
- 181 道前浄法寺線（青森県と共通）
- 182 野々上斗内線（青森県と共通）
- 183 若柳花泉線（宮城県と共通）
- 184 石越白崖線（宮城県と共通。2019年（令和元年）5月14日に石越停車場白崖線から変更[4]）
- 185 有壁若柳線（宮城県と共通。通称「若柳街道」）
- 186 油島栗駒線（宮城県と共通）
- 187 大門有壁線（宮城県と共通）
- 188 綱木黄海線（宮城県と共通。大型車通行困難区間あり）
- 189 東和薄衣線（宮城県と共通。大型車通行困難区間あり）
- 190 花泉迫線（宮城県と共通。岩手県道最南端路線。2019年（令和元年）5月14日に石森永井線から変更[4]）
- 191 大更停車場線
- 192 後藤野野中線
- 193 唐丹日頃市線（冬期閉鎖区間あり）
- 194 西山生保内線（秋田県と共通。秋田県境部不通。冬期閉鎖区間あり）
- 195 田山花輪線（秋田県と共通。冬期閉鎖区間あり）
- 196 胆沢金ケ崎線
- 197 田原折居線
- 198 志和石鳥谷線
- 199 （欠番。2016年（平成28年）3月31日までは大更好摩線。旧・西根好摩線。旧鹿角街道。県道301号渋民田頭線に吸収合併され廃止）
- 200 花輪千徳線

### 201 - 300
- 201 千徳停車場線（岩手県道最短路線）
- 202 普代小屋瀬線（冬期閉鎖区間・大型車通行困難区間・未舗装区間あり）
- 203 奥中山停車場線（奥中山高原駅への改称後も当線は名称変更なし）
- 204 大志田停車場線（ほぼ全線未舗装・冬期閉鎖。大志田駅は2016年（平成28年）3月25日限りで廃駅）
- 205 不動矢巾停車場線
- 206 相川平泉線
- 207 矢巾停車場線
- 208 大ケ生徳田線（盛岡市黒川 - 矢巾町東徳田・国道4号交点間は県道502号盛岡矢巾自転車道線重複）
- 209 崎浜港線
- 210 一戸浄法寺線
- 211 雫石停車場線
- 212 雫石東八幡平線（起点から上町西十字路までの「よしゃれ通り」区間は旧国道46号。八幡平市・雫石町境界部車両通行不可。冬期閉鎖区間あり）
- 213 花巻空港停車場線（旧・二枚橋停車場線）
- 214 羽黒堂二枚橋線
- 215 湯川温泉線
- 216 八木港線
- 217 野田港線
- 218 藤沢津谷川線
- 219 網張温泉線（旧・小岩井有料道路）
- 220 氏子橋夕顔瀬線（旧国道4号）
- 221 岩泉停車場線（JR東日本岩泉線は2014年（平成26年）3月31日限りで廃線）
- 222 土沢停車場線
- 223 盛岡滝沢線
- 224 八重畑小山田線
- 225 北上和賀線
- 226 佐倉河真城線（旧国道4号）
- 227 田代平西根線（冬期閉鎖区間あり。旧津軽街道）
- 228 佐比内彦部線（旧国道396号）
- 229 長部漁港線（旧国道45号）
- 230 丸森権現堂線（旧国道45号）
- 231 吉里吉里釜石線（旧国道45号）
- 232 （欠番、旧・豊間根津軽石線。1995年（平成7年）3月17日付で路線廃止[5]）
- 233 焼走り線
- 234 花巻雫石線（大型車通行困難・冬期閉鎖）
- 235 （欠番。2016年（平成28年）3月31日までは永沢水沢線。県道302号前沢北上線認定と引き換えに廃止）
- 236 衣川水沢線
- 237 長坂束稲前沢線
- 238 遠野住田線（旧国道283号、冬期閉鎖区間あり）
- 239 白崖弥栄線（大型車通行困難区間あり）
- 240 本郷五串線
- 241 上斗米金田一線
- 242 水海大渡線（旧国道45号）
- 243 新城馬口沢線（旧国道4号）
- 244 金田一温泉線（旧国道4号）
- 245 南笹間黒沢尻線
- 246 世田米矢作線（冬期閉鎖区間あり）
- 247 角ノ浜玉川線（旧国道45号。岩手県道最北端路線）
- 248 浄土ケ浜線（旧・浄土ヶ浜有料道路）
- 249 桜峠平田線（旧国道45号）
- 250 吉浜上荒川線（旧国道45号）
- 251 玉里水沢線
- 252 清水野村崎野線
- 253 元木江刈内線
- 254 相去飯豊線（旧国道4号）
- 255 広瀬三ケ尻線
- 256 野々上下斗米線
- 257 岩手大更線（旧・岩手西根線）
- 258 繋温泉線（県道502号盛岡矢巾自転車道線重複）
- 259 崎山宮古線（旧国道45号。宮古市鍬ヶ崎地区に一方通行区間あり）
- 260 一関平泉線（旧国道4号）
- 261 中里堀切線（2014年（平成26年）4月1日に中里西平線から変更[1]）
- 262 沖田田原線（冬期閉鎖区間あり）
- 263 折壁大原線（冬期閉鎖区間あり）
- 264 二戸軽米線
- 265 中寺林犬淵線（旧国道4号）
- 266 国見温泉線（旧国道46号。冬期閉鎖）
- 267 松川千厩線
- 268 野田長内線
- 269 明戸種市線
- 270 西根佐倉河線（旧国道4号）
- 271 姉帯戸田線（冬期閉鎖区間および一部通行不能区間あり）
- 272 戸田荷軽部線（冬期閉鎖区間あり）
- 273 安家玉川線（大型車通行困難区間あり）
- 274 二戸一戸線（旧国道4号。一戸バイパス北口 - 二戸バイパス南口間は国道4号と重複）
- 275 碁石海岸線
- 276 （欠番、旧・六原永沢線。1995年（平成7年）3月17日付で路線廃止[5]）
- 277 宮古港線
- 278 鵜飼安達巣子線（旧滝沢村が「滝沢市」へ昇格した2014年（平成26年）1月1日付で鵜飼滝沢線より改称）
- 279 侍浜夏井線
- 280 大槌小鎚線（旧国道45号）
- 281 矢巾西安庭線（旧・西安庭津志田線。かつては冬期閉鎖区間があったが、ルート変更に伴い2013年より全区間通年通行可能）
- 282 東山薄衣線
- 283 衣川前沢線
- 284 花巻田瀬線
- 285 盛岡石鳥谷線（盛岡市内全区間と矢巾町内の一部区間は県道120号不動盛岡線と重複）
- 286 東和花巻温泉線
- 287 口内伊手線
- 288 （欠番。2016年（平成28年）3月31日までは北上水沢線。県道302号前沢北上線認定と引き換えに廃止）
- 289 柴宿横沢線（旧国道343号）
- 290 宮古山田線
- 291 小本港線
- 292 大野山形線
- 293 本宮長田町線（杜の道&マリオスロード）
- 294 東宮野目二枚橋線（花巻空港道路）
- 295 藤沢大籠線（宮城県道と共通・ただし管理は全区間岩手県。以前の路線番号は155）
- 296 花巻空港インター線
- 297 花巻停車場花巻温泉郷線（2015年（平成27年）4月1日に県道116号花巻停車場線と県道123号花巻温泉郷線を統合して誕生）
- 298 山の神西宮野目線（旧国道4号。2015年（平成27年）4月1日に花巻東バイパスに並行する旧道を引き継いで誕生）
- 299 花巻南インター線（2015年（平成27年）4月1日に県道12号花巻大曲線の旧ルートを一部引き継いで誕生）
- 300 三日町瀬原線（旧国道4号。2015年（平成27年）4月1日に平泉バイパスに並行する旧道を引き継いで誕生）

### 301 - 318
- 301 渋民田頭線（渋民B.P.南口十字路 - 好摩口丁字路間は旧国道4号。2016年（平成28年）4月1日に渋民バイパスに並行する旧道を引き継ぎ、同時に花輪線と並行する旧県道199号大更好摩線を吸収合併して誕生）
- 302 前沢北上線（2016年（平成28年）4月1日に認定。旧広域農道を県道へ昇格。引き換えに県道165、166、176、235、288号の5路線が廃止。）
- 303 平泉停車場線（2023年（令和5年）4月1日、岩手県告示第240号により路線認定[6]。引き換えに県道110号が廃止。）
- 304 - 317 （欠番）
- 318 八幡平公園線（秋田県道と共通。通称「八幡平樹海ライン」。冬期閉鎖）

### 501 - 503（自転車道）
- 501 北上花巻温泉自転車道線（花巻駅前 - 花巻温泉間は旧花巻電鉄廃線跡を転用）
- 502 盛岡矢巾自転車道線（通称「盛岡サイクリングロード」）
- 503 遠野東和自転車道線